# هربرت بيرس (لاعب دوري الرغبي)
هربرت بيرس (بالإنجليزية: Herbert Pearce)‏ هو لاعب دوري الرغبي نيوزيلندي، ولد في 1926، وتوفي في 4 نوفمبر 1955 في Foveaux Strait ‏ في نيوزيلندا بسبب غرق.